# Cedar Fort
Pour les articles homonymes, voir Cedar.
Cedar Fort est une municipalité américaine située dans le comté d'Utah en Utah.
Lors du recensement de 2010, sa population est de 368 habitants. La municipalité s'étend alors sur une superficie de 21,24 milles carrés (55,01 km2).
En 1856, la législature de l'Utah crée un comté avec Cedar Fort pour siège, mais celui-ci est vite absorbé par le comté d'Utah. La localité doit son nom à ses nombreux cèdres (en anglais : cedar trees).